# Mesorregión de la Gran Florianópolis
La mesorregión de la Gran Florianópolis es una de las seis mesorregiones del estado brasileño de Santa Catarina. Es formada por la unión de 21 municipios agrupados en tres microrregiones.

## Microrregiones
- Florianópolis
- Tabuleiro
- Tijucas